# Kawasaki ZZR 1400
Die ZZR 1400 ABS ist ein Motorrad der Kategorie Sporttourer des japanischen Herstellers Kawasaki. Es wird auf dem amerikanischen Markt als Ninja ZX-14 verkauft.
Kawasaki entwickelte mit der ab Mitte 2006 auf dem deutschen Markt eingeführten ZZR 1400 das damals stärkste Serienmotorrad im Sporttourer-Bereich. Sie löste damit die ZX-12 R und ZZ-R 1200 ab. 2011 wurde sie überarbeitet.
Zu einem auffälligen Design verhelfen der ZZR 1400 ABS u. a. die Vierfachscheinwerfer und die Luftleitfinnen seitlich an der Verkleidung. Der zentrale Ram-Air-Lufteinlass soll laut Werksangabe (Prospekt 2010) für eine Spitzenleistung des Vierzylinder-Motors von 149,5 kW (203 PS) bei Höchstgeschwindigkeit sorgen. Zur Erhöhung der Laufruhe hat er Ausgleichswellen. Das Motorrad beschleunigt in 2,9 s auf 100 km/h und in 7,2 s auf 200 km/h. Der Verbrauch wird verschiedentlich mit 5,8 (zügige Landstraßenfahrt) bis etwa 8,5 L/100 km (zwischen 180 und 250 km/h) angeben.
Als technische Besonderheit wird bei der ZZR 1400 ABS wie bereits bei der ZX-12 R ein Aluminium-Monocoque-Rahmen verwendet. Auffallend für ein Motorrad dieser Klasse sind der steile Lenkkopfwinkel und der kurze Nachlauf, die für ein agiles Handling sorgen.
Die ZZR 1400 ABS wurde bis 2020 in Deutschland serienmäßig mit ABS sowie einem geregelten Katalysator angeboten.
Mit dem Jahresende 2020 wurde die ZZR 1400 von Kawasaki aus der Modellpalette genommen. Grund dafür ist das Ende der Übergangsfrist zur Einhaltung der gestiegenen Anforderungen der Abgasnorm Euro 5.

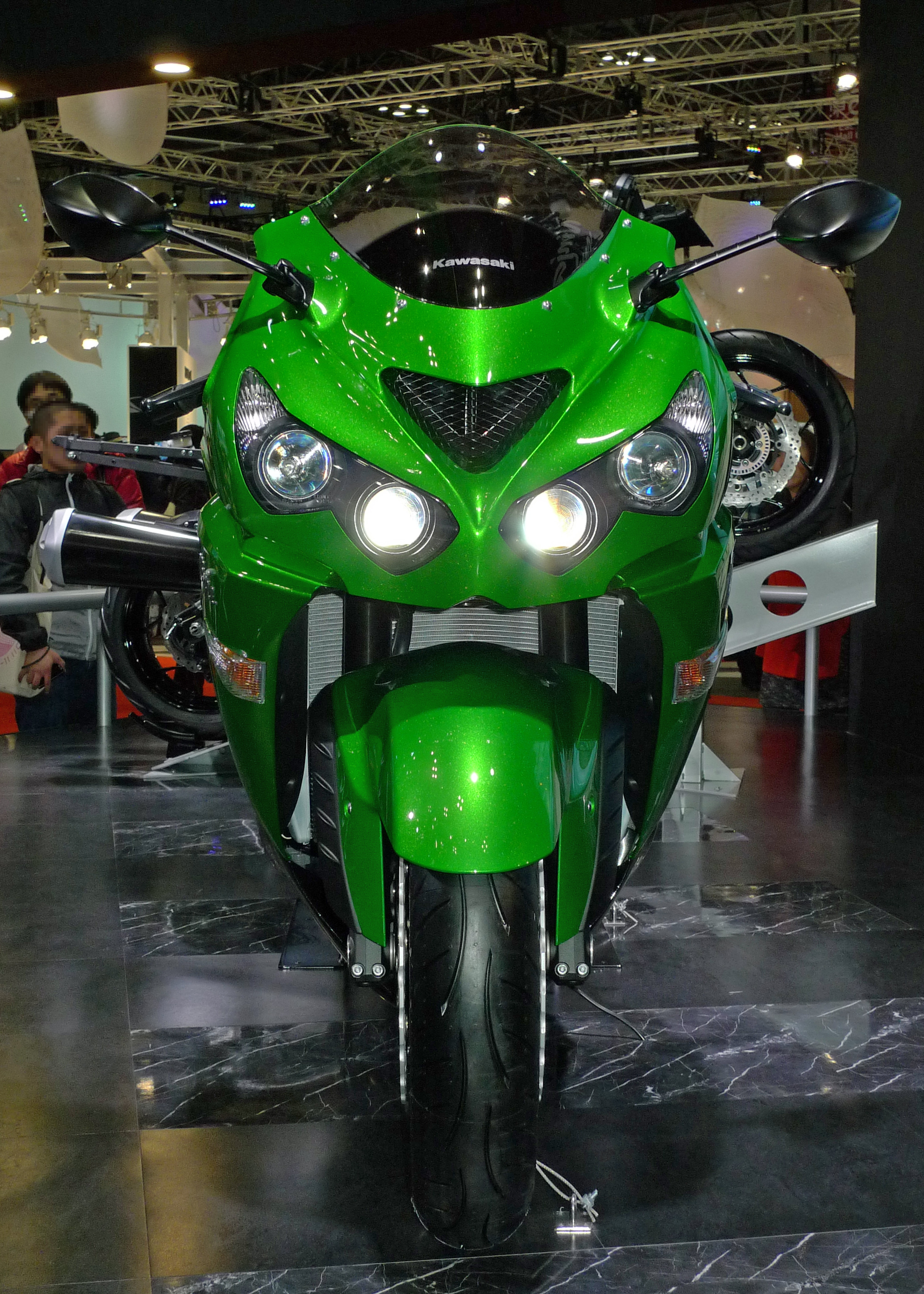
Frontansicht, 2011 Tokyo Motor Show
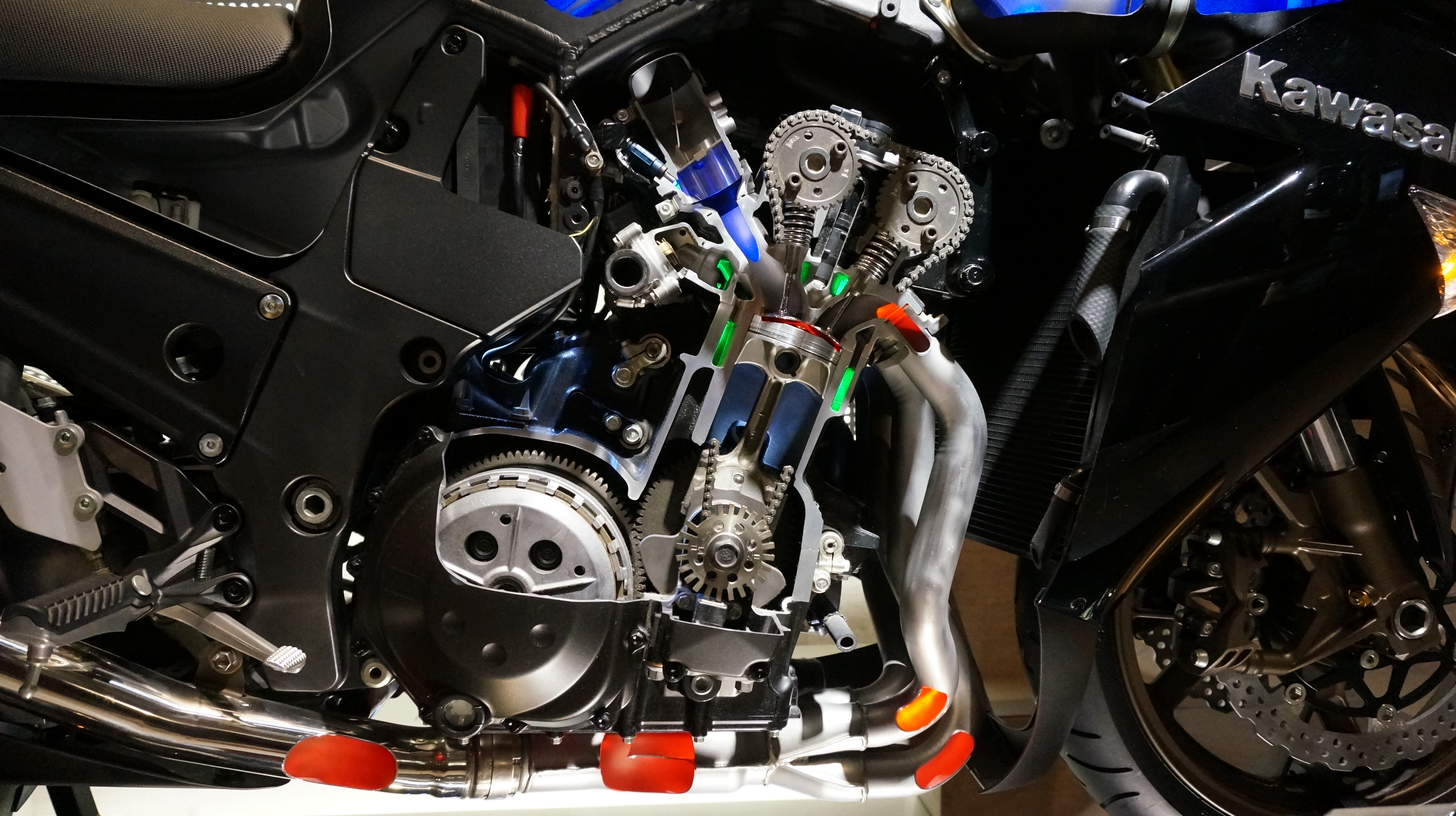
Schnitt des Motors